# Långtjärnen (Ovikens socken, Jämtland)
Långtjärnen är en sjö i Bergs kommun i Jämtland och ingår i Indalsälvens huvudavrinningsområde. Sjön har en area på 0,333 kvadratkilometer och ligger 758,6 meter över havet. Sjön avvattnas av vattendraget Björnsjöån.

## Delavrinningsområde
Långtjärnen ingår i det delavrinningsområde (699610-138576) som SMHI kallar för Utloppet av Långtjärnen. Medelhöjden är 770 meter över havet och ytan är 2,56 kvadratkilometer. Räknas de 8 avrinningsområdena uppströms in blir den ackumulerade arean 53,24 kvadratkilometer. Björnsjöån som avvattnar avrinningsområdet har biflödesordning 3, vilket innebär att vattnet flödar genom totalt 3 vattendrag innan det når havet efter 333 kilometer. Avrinningsområdet består mestadels av skog (87 procent). Avrinningsområdet har 0,34 kvadratkilometer vattenytor vilket ger det en sjöprocent på 13,1 procent.